# Кудайбергенов, Муздыбай Надирбаевич
Муздыбай Надирбаевич Кудайбергенов (каз. Мұздыбай Надирбайұлы Құдайбергенов; 2 августа 1978, Казахстан) — казахстанский кёрлингист и тренер по кёрлингу.
Играет на позиции первого.

## Команды
| Сезон   | Четвёртый        | Третий           | Второй                 | Первый                 | Запасной                                    | Турниры              |
| ------- | ---------------- | ---------------- | ---------------------- | ---------------------- | ------------------------------------------- | -------------------- |
| 2014—15 | Виктор Ким       | Александр Орлов  | Ilya Kuznetsov         | Муздыбай Кудайбергенов | Абылайхан Жузбай                            | ТАЧ 2014 (7-е место) |
| 2015—16 | Виктор Ким       | Абылайхан Жузбай | Муздыбай Кудайбергенов | Ablay Nurumbetov       |                                             |                      |
| 2015—16 | Виктор Ким       | Абылайхан Жузбай | Дэниел Алекс Ким       | Муздыбай Кудайбергенов | Abilay Nurumbetov                           | ТАЧ 2015 (7-е место) |
| 2016—17 | Виктор Ким       | Абылайхан Жузбай | Муздыбай Кудайбергенов | Дмитрий Гарагуль       | Renas Akhmad тренер: Виктор Ким             | ТАЧ 2016 (8-е место) |
| 2016—17 | Виктор Ким       | Абылайхан Жузбай | Дмитрий Гарагуль       | Муздыбай Кудайбергенов | Abilay Nurumbetov Roman Kazimirchik         | ЗАИ 2017 (5-е место) |
| 2018—19 | Абылайхан Жузбай | Виктор Ким       | Roman Kazimirchik      | Муздыбай Кудайбергенов | Azizbek Nadirbayev тренер: Ситора Аллиярова | ТАЧ 2018 (8 место)   |

(скипы выделены полужирным шрифтом; см. также )

## Результаты как тренера национальных сборных
| Год  | Турнир                                                 | Сборная   | Место |
| ---- | ------------------------------------------------------ | --------- | ----- |
| 2017 | Чемпионат мира по кёрлингу среди смешанных команд 2017 | Казахстан | 35    |